# DHC-2 Beaver
De Havilland Canada DHC-2 Beaver — одномоторный лёгкий многоцелевой самолёт короткого взлёта и посадки, предназначенный для эксплуатации в сложных условиях неосвоенных районов. До окончания производства в 1967 году, было построено более 1600 самолётов, спрос на эти самолёты продолжает оставаться высоким. Считается одним из самых удачных в мире самолётов для эксплуатации на неосвоенных территориях.

## Разработка и конструкция
В первые послевоенные годы компания «de Havilland Canada», справедливо полагая, что сократившиеся военные заказы не обеспечат финансовой устойчивости, обратила пристальное внимание на гражданский авиационный рынок. Компания пригласила на роль директора по продажам известного пилота Панча Дикинса, ранее летавшего на неосвоенных территориях, и последний начал широкую программу по сбору информации от различных пилотов — с тем, чтобы понять, каким бы они хотели видеть новый самолёт. Почти единодушно пилоты высказали следующие пожелания: большой запас мощности двигателя, короткий взлёт и посадка, лёгкая установка различных видов шасси — колёс, лыж или поплавков. На возражение инженеров «de Havilland» о том, что при такой компоновке крейсерская скорость будет весьма посредственной, один из пилотов ответил: «Достаточно, если он будет чуть быстрее собачьей упряжки». Учитывались и другие предложения для «вездеходных» самолётов: например, двери с двух сторон фюзеляжа для облегчения разгрузки и загрузки.
Разработка самолёта началась 17 сентября 1946 года, конструкторами были назначены Фред Буллер, Ричард Хискокс, Джим Хьюстон (англ. Jim Houston) и Всеволод Якимюк, работа велась под руководством Фила Гаррета (англ. Phillip Clarke Garratt). Новый самолёт был изначально сконструирован цельнометаллическим, в отличие от более ранних самолётов подобного типа, например Noorduyn Norseman: концепция выглядела так: «сталь от двигателя до противопожарной перегородки, мощная алюминиевая рама с панелями и дверями в секции пилотской кабины, облегчённая алюминиевая рама до хвоста, хвост-монокок». В то время de Havilland Canada была все ещё британской компанией, и самолёт планировалось оснастить двигателем британского производства. Мощность его была недостаточной, и пришлось увеличить площадь крыльев для обеспечения короткого взлёта/посадки. Когда компания Pratt & Whitney Canada предложила по умеренной цене оставшиеся из военных заказов двигатели Wasp Junior мощностью 450 л. с., самолёт получил даже избыточную мощность, чем по изначальной схеме с длинным крылом. Результатом стали исключительные взлётно-посадочные характеристики: разбег и пробег был чрезвычайно коротким.
После множества испытаний и усовершенствований самолёт был готов к серийному производству. По решению фирмы он был назван Beaver — «бобр». Первый полёт машины выполнил пилот Рассел Баннок 16 августа 1947 года в Даунсвью, Онтарио.
Изначально продажи самолёта шли посредственно: около двух или трёх машин в месяц. Но по мере демонстрации самолёта положение постепенно улучшалось. Ключевым для самолёта событием стал выбор в следующем году самолёта Beaver как основного лёгкого транспортного самолёта для армии США (соперником был Cessna 195). Число заказов на самолёт резко возросло, и вскоре завод производил сотни машин в месяц: заказчики появились по всему миру. К окончанию серийного производства в 1967 г. было построено 1657 единиц DHC-2 Beaver.

Beaver был создан для полётов в труднодоступных, неосвоенных и малонаселённых местах. Его малый разбег и пробег сделали его незаменимым для достижения мест, куда раньше можно было добраться только пешком или на лодке. Для полётов зачастую в удалённые местности и в условиях холодного климата, на самолёте есть ряд характерных технических решений: например, горловина маслобака находится в кабине, и пилот может доливать масло прямо в полёте.

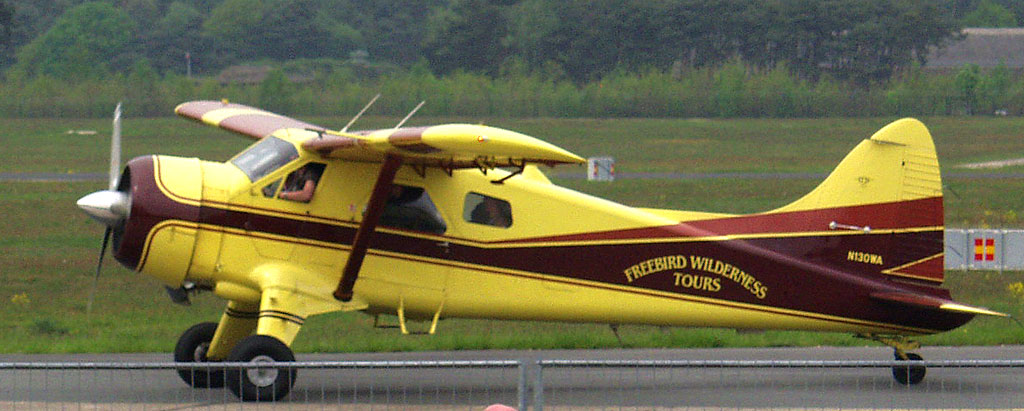
DHC-2 Beaver на колёсном шасси

## Эксплуатация

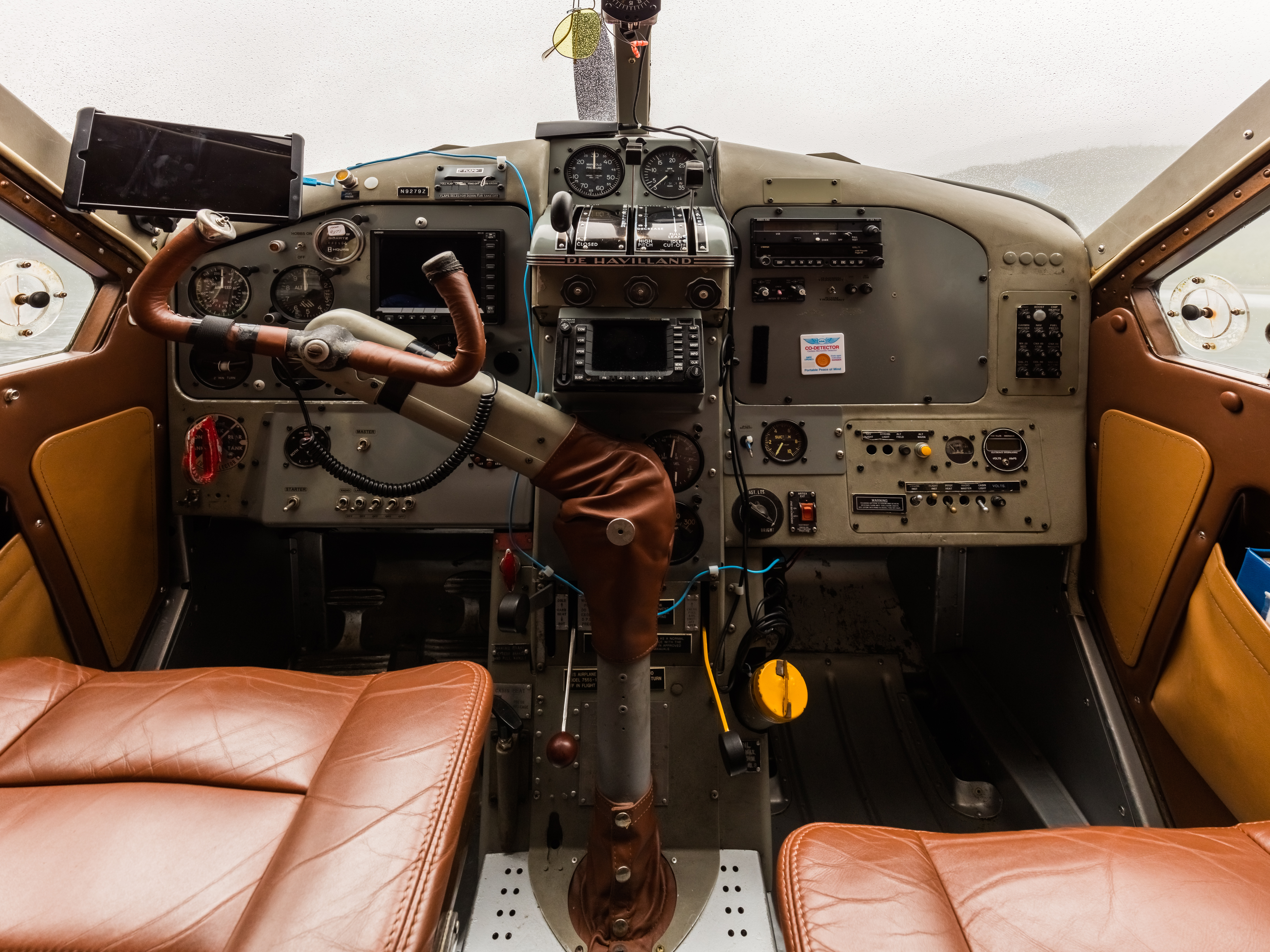
Кабина пилота DHC-2

Несмотря на окончание производства в 1967 году, сотни машин и сейчас находятся в эксплуатации, проходя модернизацию и адаптируясь к современным технологическим решениям. В частности, компания Kenmore Air производит глубокую модернизацию и усовершенствование оборудования самолётов этого типа. На современном рынке Beaver, продававшийся в 1950-х годах по цене менее 50 000 тыс. долларов США, может стоить порядка 500 000 тыс. долларов.
Двигатель Pratt & Whitney Wasp сейчас не выпускается, найти запчасти к нему непросто. По этой причине некоторые обслуживающие фирмы заменяют оригинальный двигатель подходящим турбовинтовым — таким, как PT6. Такой двигатель мощнее и легче, а керосин зачастую доступнее высокооктанового авиационного бензина. В настоящее время, однако, предлагается возобновление производства самолётов Beaver по лицензии в Новой Зеландии. Также канадское предприятие Viking Air заявило о возможном запуске серии самолётов De Havilland Canada DHC-3 Otter и, возможно, DHC-2 Beaver по причине высокого рыночного спроса на них.
В 1987 году Инженерный совет Канады поместил DHC-2 в десятку лучших инженерных достижений Канады XX века.
Самолёт используется для грузопассажирских перевозок, авиахимических работ, в экспедициях, поисково-спасательных операциях, в ВВС различных стран как лёгкий универсальный транспорт. Эксплуатировался более чем в 50 странах мира.

## Основные модификации

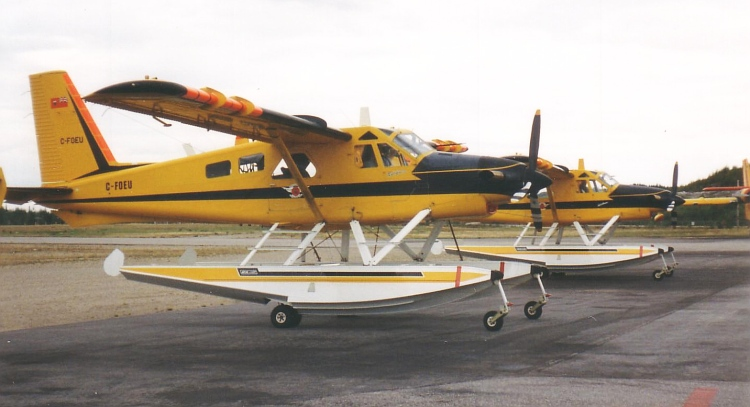
DHC-2 Mk 3 Turbo Beaver — турбовинтовая модификация на амфибийном поплавковом шасси

Beaver I: первая модификация с поршневым двигателем Pratt & Whitney R-985 Wasp Jr. мощностью 450 л. с. (336 кВт).
Turbo-Beaver III: турбовинтовой двигатель Pratt & Whitney PT6A-6 (578 л. с.) или РТ-20.
DHC-2/PZL-3S: модернизированный вариант, фирма Airtech Canada, поршневой радиальный двигатель PZL-3S (600 л. с.).

## Лётно-технические характеристики (DHC-2)
Экипаж: 1
Грузоподъёмность: 6 пассажиров, 953 кг полезной нагрузки
Длина фюзеляжа: 9,22 м.
Размах крыльев: 14,63 м.
Высота: 2,74 м.
Вес пустого: 1 361 кг
Взлётный вес: 2 313 кг
Двигатель: поршневой радиальный девятицилиндровый Pratt & Whitney R-985 Wasp Jr. мощностью 450 л. с. (336 кВт)
Максимальная скорость: 255 км/ч
Крейсерская скорость: 230 км/ч
Дальность (с резервами топлива): 732 мили (1173) км.
Практический потолок: 4 586 м.
Скороподъёмность: 5,2 м/с.

## Боевое применение

### Корейская война
Всего в ходе войны было безвозвратно утеряно (в том числе списано) два самолёта.

## Аварии и катастрофы
С начала эксплуатации DHC-2 Beaver было потеряно 343 самолёта. При этом погибли 726 человек.